# Rostraria azorica
Rostraria azorica är en gräsart som beskrevs av S.Hend. Rostraria azorica ingår i släktet borstäxingar, och familjen gräs. Inga underarter finns listade i Catalogue of Life.